# Need Some1
Need Some1 è un singolo del gruppo musicale britannico The Prodigy, pubblicato il 19 luglio 2018 come primo estratto dal settimo album in studio No Tourists.

## Video musicale
Il videoclip, diretto da Paco Raterta, è stato pubblicato in concomitanza con il lancio del singolo attraverso il canale YouTube del gruppo.

## Tracce
Testi e musiche di Liam Howlett, James Rushent, Arthur Baker e Gavin Christopher Wright.
Download digitale
1. Need Some1 – 2:45

Download digitale – Remixes
1. Need Some1 (Jim Pavloff Remix) – 5:22
2. Need Some1 (Friction Remix) – 4:16
3. Need Some1 (Wh0 Remix) – 6:21

## Formazione
- Liam Howlett – sintetizzatore, programmazione, produzione, missaggio
- James Rushent – produzione
- Prash "Engine-Earz" Mistry – mastering